# Arabistiek
Arabistiek is de studie van de Arabische wereld, haar cultuur en haar taal. Een afgestudeerde wordt meestal aangeduid als arabist. 
Arabistiek wordt meestal gezien als een onderdeel van oriëntalistiek. Aangezien de Arabische cultuur sterk beïnvloed is door de islam, wordt arabistiek vaak verweven met islamologie. 

## Bekende arabisten
- Hans Jansen
- Joas Wagemakers
- Maxime Rodinson
- Petra Stienen
- Urbain Vermeulen
- Montasser AlDe'emeh
- Jessika Soors
- Loubna Khalkhali
- Laila al-Zwaini
- Machteld Allan
- Rena Netjes
- Maurits Berger
- Esmeralda van Boon
- Kees Versteegh